# One Cold Night
Albums de Seether
Karma and Effect
(2005) Finding Beauty in Negative Spaces
(2007)
One Cold Night est le premier album live du groupe sud-africain de metal alternatif Seether, publié le 11 juillet 2006 sur le label Wind-up Records.

## Liste des chansons
| No  | Titre                              | Durée |
| --- | ---------------------------------- | ----- |
| 1.  | Gasoline                           | 2:57  |
| 2.  | Driven Under                       | 4:58  |
| 3.  | Diseased                           | 3:46  |
| 4.  | Truth                              | 5:15  |
| 5.  | Immortality (reprise de Pearl Jam) | 5:02  |
| 6.  | Tied My Hands                      | 5:16  |
| 7.  | Sympathetic                        | 4:12  |
| 8.  | Fine Again                         | 5:05  |
| 9.  | Broken                             | 4:17  |
| 10. | The Gift                           | 5:36  |
| 11. | Remedy                             | 3:41  |
| 12. | Plastic Man                        | 3:34  |
| 13. | The Gift (alternate mix) (studio)  | 4:24  |